# 農ドルちゃん
農ドルちゃん（のうドルちゃん）とは2004年4月7日から9月29日までテレビ大阪で、毎週水曜日深夜の26:35 - 27:05（JST）に放送されていたテレビ番組である。

## 概要
「農業アイドル育成番組」として制作・放送され、オープニングでは萌えキャラの女の子が描かれたイラストと共に「おコメにキッス、ニンジンパックン、大地の恵みでバストも豊作! 早く大きくなぁ～れ!」というナレーションが流れ、番組が始まるというものだった。
- 農ドルちゃんの掟

一、おコメ大好き!
一、野菜大好き!
一、どんなときも笑顔と感謝の気持ちを忘れません!
一、見た目、香り、鮮度など、体全体を使っておコメや野菜のおいしさをアピールし続けることを誓います!

## 出演者
- ほしのあき・・・農ドル代表
- 山本一郎@切込隊長・・・辛口でアイドルを斬るネット界の切込隊長
- かとうけんいち・・・最強アイドルマニア
- 名塚佳織（ナレーター）
- 古賀正敏（ディレクター）

## 主なコーナー
- ゲストコーナー
  - 農ドルプロフチェック
  - 農ドル身体検査 〜徹底大解剖編〜
  - 農ドル身体検査 〜フェチカメ編〜
  - 教えてブラックボックス
  - 禁断のおにぎり（禁おに）
  - 10の質問
  - 農ドル認定晩餐会
- 農ドルセンバツ競技会
- 農ドルグラビア争奪バトル
- 農ドル女学院
- デリバリー農ドルちゃん
- 農ドルちゃんスペシャリスト養成プロジェクト

アイドルが農家の家に泊まりこみ、農業活動をするコーナー。

## テーマ曲
- オープニング・エンディング

『リトルダンス』 高鈴
『SPARKLE』 Tammy
※放送回によってオープニング曲とエンディング曲が入れ替わる